# 4-هيدروكسي أمفيتامين
4-هيدروكسي أمفيتامين ويُعرف كذلك بـ نورفوليدرين وα-ميثيل تيرامين هو عقار يستحث الجهاز العصبي الودي، ويُستخدم طبيا في قطرات العين لتوسيع الحدقة (عملية تسمى توسع الحدقة) للتمكُنِ من فحص الجزء الخلفي من العين. وهو أحد المستقلبات الرئيسية للأمفيتامين وبعض الأمفيتامينات المستبدلة.

## الاستخدام الطبي
يُستخدم 4-هيدروكسي أمفيتامين في قطرات العين لتوسيع الحدقة (عملية تسمى توسع حدقة) بحيث يمكن فحص الجزء الخلفي من العين، وهذا فحص تشخيصي لمتلازمة هورنر. يظهر على المرضى المصابين بمتلازمة هورنر تفاوت الحدقتين الذي تسببه آفات تصيب الأعصاب التي تتصل بالفرع الأنفي الهدبي من العصب العيني. يمكن أن تشير معالجة العين بـ4-هيدروكسي أمفيتامين إلى مكان الآفة قبل العقدة أو بعدها وذلك بناء على استجابة الحدقة. إذا تمددت الحدقة فإن الآفة في الألياف العصبية السابقة للعقدة وإذا لم تتمدد فإنها في الألياف العصبية التالية للعقدة.
لاستخدام 4-هيدروكسي أمفيتامين كأداة تشخيصية بعض الضوابط والحدود. إذا كان سيستخدم مباشرة بعد استخدام عقار آخر موسع للحدقة (كوكايين أو أبراكلونيدين)، فيجب على المريض الانتظار ما بين يوم إلى أسبوع قبل استخدام 4-هيدروكسي أمفيتامين. كما أنه أحيانا يحدد موضع الآفات بشكل خاطئ، ويمكن أن يحدث التحديد الخاطئ في حالات البدء الحاد للآفة، أو في حالات تواجد الآفة في الألياف التالية للعقدة لكن العصب لا يزال يستجيب لبقايا جزيئات النورإبينفرين، أو في الحالات التي يخفي فيها تلف عصب غير ذي صلة وجود آفة في الألياف السابقة للعقدة.